# Więcków
Więcków es un pueblo de Polonia, en Mazovia. Se encuentra en el distrito (Gmina) de Trojanów, perteneciente al condado (Powiat) de Garwolin. Se encuentra aproximadamente 30 km al sureste de Garwolin, y a 84 km al sureste de Varsovia. 
Entre 1975 y 1998 perteneció al voivodato de Siedlce.